# Vlada Divljan
Vladimir (Vlada) Divljan (Beograd, 10. svibnja 1958. — Beč, 4. ožujka 2015.) bio je srpski rock glazbenik i tekstopisac. Krajem sedamdesetih godina bio je član jazz-rock sastava Merlin i Zvuk Ulice, a od 1980. do 1984. godine bio je predvodnik vokalno-instrumentalnog sastava Idoli. 1985. godine započinje solo karijeru, u okviru koje je nastavio s pop-rock formom paralelno se baveći filmskom glazbom. Od kolovoza 1991. do rujna 1997. godine živio je u Sydneyu, nakon čega se vratio u Beograd. Od srpnja 1999. godine živio je i radio u Beču.
Bio je još dio Old Stars Benda i Nevladine generacije.

## Diskografija

### Samostalni albumi
- „Tajni život A. P. Šandorova“ (PGP-RTB, 1988.)
- „Odbrana i zaštita“ (B92, 1996.) - uživo, kao Vlada Divljan Old Stars Band
- „Sve laži sveta“ (Automatik, 2000.) - kao Vlada Divljan Old Stars Band
- "Vlada Divljan presents Die Tonzentrale" (B92, 2003.) - kao Die Tonzentrale

### Zajednički radovi

#### albumi
- „Rokenrol za decu“ (PGP-RTB, 1989.) - Vlada i Gile; glazba za djecu
- „Rokenrol bukvar“ (PGP-RTB, 1990.) - Vlada i Gile; glazba za djecu
- „Lutka koja kaže ne“ (PGP-RTB, 1991.) - Vlada, Gile, Piko, Švaba
- "Recorded Supplement" (Avan Garde Records, 1997.) - kao Aparatchiks (Vladimir Divljan i Kiril Džajkovski); objavljeno u Australiji

#### EP (mini albumi)
- "Decade" (Avan Garde Records, 1997.) - kao Aparatchiks (Vladimir Divljan i Kiril Džajkovski); objavljeno u Australiji
- "Četiri godišnja doba" (2012.) – s Ljetnim Kinom Big Bandom

### Filmska glazba
- „Šest dana juna“ (Jugoton, 1985.) - učešće; album objavljen pod firmom VIS Idoli iako grupa nije postojala
- „Kako je propao rokenrol“ (Taped Pictures, 1989.). — zajedno sa Srđanom Gojkovićem i Dušanom Kojićem
- „Crni bombarder“ (ZAM, 1992.) - učešće
- "3 palme za 2 bitange i ribicu“ (Favi, 1998.) - učešće
- "Donau, Duna, Dunaj, Dunav, Dunareau" 2003.
- "Sedam i po" 2006.
- „Čekaj me, ja sigurno neću doći" 2009.

### Ostalo
- Kao da je bilo nekad...(posvećeno Milanu Mladenoviću) (Circle Records, 2002.) - učešće, pjesma 'Radostan Dan', kao Vlada Divljan

## Vanjske poveznice
- Službene stranice